# Coniochaeta niesslii
Coniochaeta niesslii är en svampart som tillhör divisionen sporsäcksvampar, och som först beskrevs av Bernhard Auerswald, och fick sitt nu gällande namn av Josef Adolph von Arx och Emil Müller. Coniochaeta niesslii ingår i släktet Coniochaeta, och familjen Coniochaetaceae. Arten är reproducerande i Sverige.